# Marco Gallarino

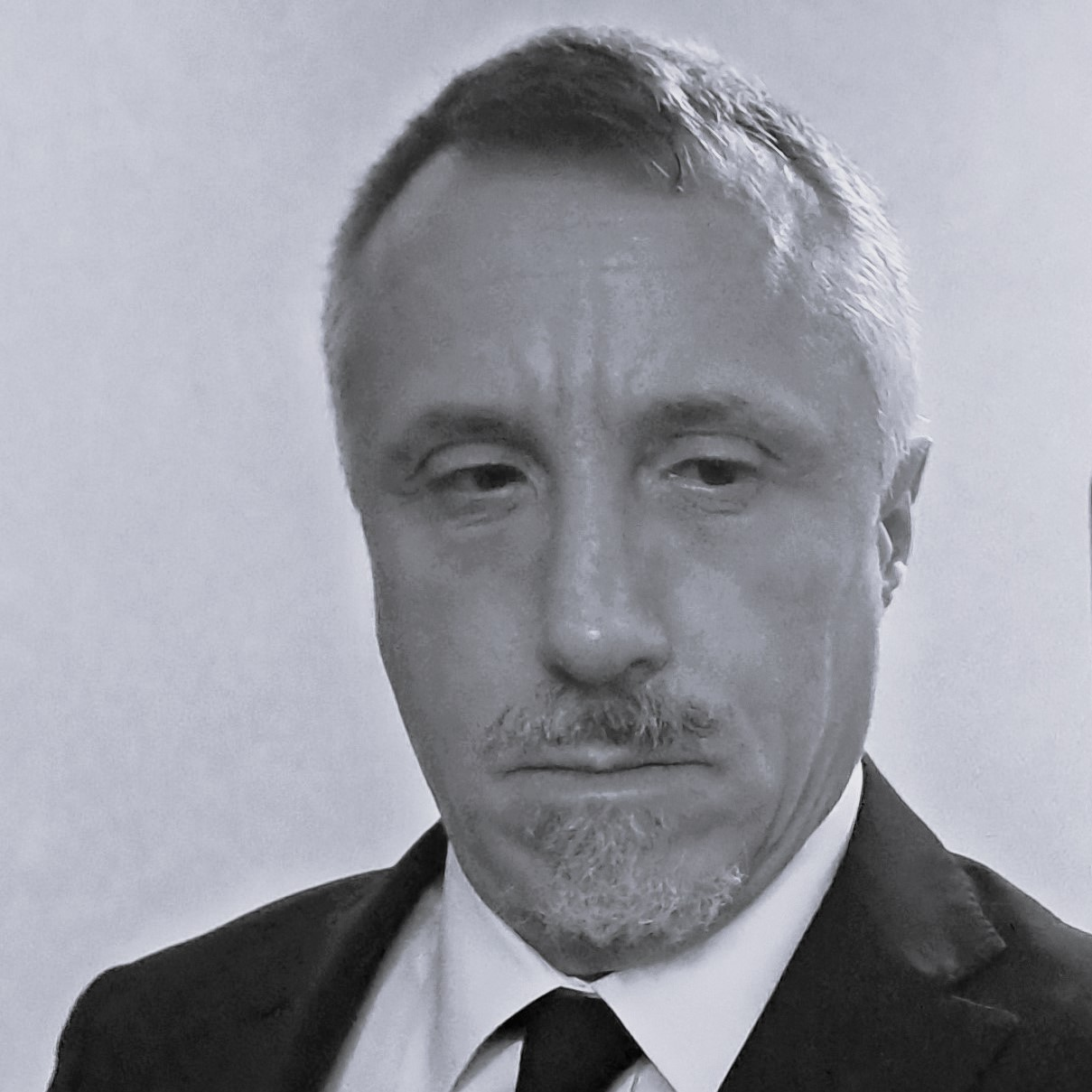
Marco Gallarino

Marco Gallarino (italienische Aussprache: ['marko galla'ri:no]; * 7. April 1975 in Mailand, Lombardei) ist ein italienischer Philosoph und Historiker der Philosophie. Im Jahr 2023 wurde ihm auf Vorschlag des Präsidenten des Ministerrates durch Dekret des Präsidenten der Italienischen Republik in seiner Funktion als Großmeister der italienischen Verdienstorden die Auszeichnung Ritter des Verdienstordens der Italienischen Republik (Cavaliere dell'Ordine al Merito della Repubblica Italiana) verliehen.

## Biographie
Nach dem Besuch von Lehrveranstaltungen an der Fakultät für Literatur und Philosophie der Universität Mailand schloss Gallarino dort unter der Betreuung der Mediävistin Mariateresa Fumagalli Beonio Brocchieri sein Studium der Philosophie mit einem Abschluss ab, der einem Masterabschluss entspricht. Seine Abschlussarbeit im Fach Geschichte der mittelalterlichen Philosophie widmete sich der Rezeption der Lehren des Liber de causis im Werk Dante Alighieris.
Im Anschluss erhielt er ein zweijähriges Forschungsstipendium am Italienischen Institut für Geschichtliche Studien (Istituto italiano per gli studi storici) in Neapel, das von Benedetto Croce gegründet wurde. Dort forschte er unter der Anleitung des Philosophen und Mitglieds der Accademia dei Lincei, Gennaro Sasso, zu den metaphysischen und politischen Lehren Dantes. Gallarino wurde anschließend an der Universität Mailand im Fach Philosophie promoviert, wiederum unter der Betreuung von Mariateresa Fumagalli Beonio Brocchieri, mit einer Dissertation über philosophisch-metaphysische Aspekte im Denken Dantes.
Neben seiner Tätigkeit als Lehrbeauftragter (Professore a contratto) an der Universität Mailand ist er seit 2004 Fachreferent (Cultore della materia) für Geschichte der mittelalterlichen Philosophie am dortigen Philosophischen Institut. Darüber hinaus unterrichtet er Literatur, Philosophie und Geschichte an italienischen Gymnasien im Dienst des italienischen Unterrichtsministerium.
Er hat mehrere Studien zum philosophischen Denken Dantes veröffentlicht und betreibt Forschung in den Bereichen Geschichte der Philosophie, Literaturwissenschaft, östliche und westliche Spiritualität sowie Geschichte esoterischer Lehren.
Seit 2025 ist er Mitglied des Vorstands der lombardischen Sektion der Italienischen Philosophischen Gesellschaft (Società Filosofica Italiana).
Zudem engagiert er sich ehrenamtlich in sozialen und kulturellen Initiativen.

## Forschungsgebiete
Gallarino hat sich insbesondere mit der Geschichte der mittelalterlichen Philosophie sowie mit der Philosophie Dantes beschäftigt. In seinen wissenschaftlichen Arbeiten analysiert er die Struktur und die Grundprinzipien des kosmologischen, kosmogonischen und metaphysischen Denkens Dante Alighieris. Ziel seiner Forschung ist es, die Einheit und Kohärenz von Dantes philosophischem Denken herauszuarbeiten, insbesondere im Lichte der sich wandelnden spirituellen Sensibilität des florentinischen Dichters.
Er betont die Absicht Dantes, eine tiefgründige und stringente theologisch-metaphysische Wahrheit zu vermitteln, die als Grundlage für die Einheit seiner Botschaft dient. Damit widerspricht er Auslegungen, die Dantes Denken als heterogen oder widersprüchlich interpretieren, und hebt stattdessen die durchgängige spirituelle und erkenntnissuchende Ausrichtung nahezu seines gesamten Œuvres hervor.
Über Dante hinaus forscht Gallarino zu Fragen der Spiritualität und der Geschichte esoterischer Strömungen. In diesem Zusammenhang hat er zahlreiche Vorträge auf wissenschaftlichen Tagungen und öffentlichen Veranstaltungen gehalten. Zudem veröffentlicht er journalistische Beiträge zu verschiedenen Themenfeldern.

## Mitgliedschaften in wissenschaftlichen Gesellschaften
Seit 2005 ist er Mitglied der Italienischen Gesellschaft für das Studium des mittelalterlichen Denkens (Società Italiana per lo Studio del Pensiero Medievale – SISPM), seit 2008 Mitglied des International Council of Museums (ICOM), seit 2009 der Italienischen Dante-Gesellschaft (Società Dantesca Italiana – SDI) und seit 2024 der Italienischen Philosophischen Gesellschaft (Società Filosofica Italiana – SFI).

## Wissenschaftliche Auszeichnungen
Im Jahr 2004 wurde Gallarino mit dem „Premio Arrigo Pacchi“ der Universität Mailand ausgezeichnet, einem Preis für herausragende Abschlussarbeiten im Bereich der historisch-philosophischen Studien.

## Orden und Auszeichnungen
| Knight of the Order of Merit of the Italian Republic (Cavaliere dell'Ordine al Merito della Repubblica Italiana) - ribbon for ordinary uniform | Ritter des Verdienstordens der Italienischen Republik (Cavaliere dell'Ordine al Merito della Repubblica Italiana) |
| Knight of the Order of Merit of the Italian Republic (Cavaliere dell'Ordine al Merito della Repubblica Italiana) - ribbon for ordinary uniform | — 27. Dezember 2023                                                                                               |

## Wissenschaftliche und akademische Veröffentlichungen

### Wissenschaftliche Monographien
- Metafisica e cosmologia in Dante. Il tema della rovina angelica, Bologna, Il Mulino, 2013 (Pubblicazioni dell’Istituto italiano per gli studi storici, 63), pp. x-170, ISBN 978-88-15-24504-5

### Wissenschaftliche Artikel

#### Zeitschriftenaufsätze
- Note sulla dottrina della causazione nel pensiero di Dante Alighieri, in «Annali dell’Istituto Italiano per gli Studi Storici», XX 2003/2004 (2005), pp. 5–44, ISSN 0578-9931
- Il soggetto degli elementi: note sul ventinovesimo canto del Paradiso, in «Annali dell’Istituto Italiano per gli Studi Storici», XXI 2005 (2007), pp. 49–68, ISSN 0578-9931
- Riflessioni sulla filosofia politica dantesca alla luce delle critiche di Guido Vernani da Rimini, in «Annali dell’Istituto Italiano per gli Studi Storici», XXII 2006/2007 (2008), pp. 87–112, ISSN 0578-9931

#### Beiträge in Sammelbänden und Konferenzakten
- Nobiltà e ricchezza nel quarto trattato del Convivio, in Identità cittadina e comportamenti socio-economici tra Medioevo ed Età Moderna, a cura di Paolo Prodi, Maria Giuseppina Muzzarelli e Stefano Simonetta, Bologna, CLUEB, 2007, pp. 231–240, ISBN 978-88-491-2851-2
- Orrore infernale. Arte e verità nella prima cantica dantesca, in L’orrore nelle arti. Prospettive estetiche sull’immaginazione del limite, a cura di Manuele Bellini, Milano, Lucisano, 2008, pp. 125–134, ISBN 978-88-89078-31-0 (seconda edizione accresciuta nell’apparato di note; prima edizione ridotta in L’orrore nelle arti. Prospettive estetiche sull’immaginazione del limite, a cura di Manuele Bellini, Napoli, Scripta Web, 2007, pp. 115–123)
- Il ruolo cosmogonico della rovina angelica nel pensiero di Dante, in Cosmogonie e cosmologie nel Medioevo. Atti del Convegno della Società Italiana per lo Studio del Pensiero Medievale (S.I.S.P.M.). Catania, 22-24 settembre 2006, a cura di Concetto Martello, Chiara Militello e Andrea Vella, Louvain-la-Neuve, Brepols (Fédération Internationale des Instituts d’Études Médiévales), 2008, pp. 79–88, ISBN 978-2-503-52951-6
- L’immaginazione tra psicologia e poesia nella Divina Commedia, in Immaginario e immaginazione nel Medioevo. Atti del convegno della Società Italiana per lo Studio del Pensiero Medievale (S.I.S.P.M.), Milano, 25-27 settembre 2008, a cura di M. Bettetini e F. Paparella, con la collaborazione di R. Furlan, Louvain-la-Neuve, Brepols (Fédération Internationale des Instituts d’Études Médiévales), 2009 (Textes et Études du Moyen Âge, 51), pp. 339–351, ISBN 978-2-503-53150-2

### Lexikonartikel
- Dante, in Ereticopedia. Dizionario di eretici, dissidenti e inquisitori nel mondo mediterraneo, Firenze, Edizioni CLORI, 2014, ISBN 978-8894241600

### Rezensionen
- Lucentini, “Platonismo, ermetismo, eresia nel medioevo”, Fédération internationale des instituts d’études medievales, Louvain-la-Neuve 2007, pp XV+519, Rezension, in «Schola Salernitana», XIV-XV (2009–2010), pp. 406–411

### Abgelegte Dissertationen
- I fondamenti metafisici del pensiero filosofico di Dante Alighieri. Materia e informazione nel contesto cosmologico e cosmogonico del tema della rovina angelica, Tesi di dottorato discussa nella sede dell’Università degli Studi di Milano il 18 gennaio 2008 e depositata presso le Biblioteche Nazionali Centrali di Roma e Firenze (pp. 258, cm. 21×29,7)